# Le Vernet, Haute-Loire

Le Vernet este o comună în departamentul Haute-Loire, Franța. În 2009 avea o populație de 36 de locuitori.